# Tsodilo
Tsodilo è un Patrimonio dell'umanità dell'UNESCO. Il sito archeologico è situato nella parte nord occidentale del Botswana nel Distretto Nordoccidentale, poco distante dal confine con la Namibia. Il sito archeologico si trova su un gruppo di colline, chiamate Tsodilo Hills, che si ergono improvvisamente dalle desolate pianure del Kalahari e che sono composte da quattro rilievi principali chiamati Male (il più elevato che raggiunge i 1.400 m s.l.m.), Female, Child e il quarto, quello meno elevato, è senza nome.
L'iscrizione avvenne nel 2001 ed è dovuta all'enorme significato spirituale e religioso per le popolazioni locali, nonché alle numerosissime testimonianze di insediamenti umani per un periodo di storia lungo almeno 100.000 anni. Infatti vi sono stati contati più di 4.500 esempi diversi di arte rupestre in un'area di circa 10 km² all'interno del Deserto del Kalahari, da cui il meritato soprannome di Louvre del deserto.
Le Tsodilo Hills sono sacre sia per la popolazione San che ritiene vi alloggino gli spiriti dei defunti che portano sfortuna a chiunque cacci o svolga attività violente nelle colline sia per la popolazione Hambukushu. Il particolare colore, ricco di striature rosse e arancioni, della quarzite che compone le colline e il fatto che si ergono solitarie in mezzo a una desolata pianura contribuisce alla suggestione del luogo.
Nelle colline si trovano numerose antiche miniere, vi veniva estratta l'ematite speculare usata nell'antichità come cosmetico, alcune di queste miniere sono ormai allagate da sorgenti sotterranee e anche le acque sono considerate sacre dalle popolazioni indigene.